# 機讀編目格式標準
機讀編目格式標準（缩寫：MARC），是一種圖書管理的通訊格式標準，用以讓圖書館或出版商之間作目录訊息交換用途。MARC標準沿於美國國會圖書館於1970年代開發的目錄格式。雖然說是標準，但其實MARC是各國的機讀編目格式標準的一個大集合，每個國家依然有自己的格式標準。

## 外部連結
- 台灣中央研究院：後設資料標準簡介－依字母；M：Machine Readable Cataloguing Record (MARC) （页面存档备份，存于）
- Understanding MARC Bibliographic Machine Readable Cataloging （页面存档备份，存于）, good for newbies
- Marc authority records （页面存档备份，存于）
- MARC home page （页面存档备份，存于）
- MARC frequently asked questions （页面存档备份，存于）
- List of MARC country codes （页面存档备份，存于）
- MARC Standards Office （页面存档备份，存于）
- Usenet post about MARC[]